# Violenza senza causa
Violenza senza causa è un film del 1969 diretto da Kōji Wakamatsu ed è appartenente al genere pinku eiga.
Il film è interamente in bianco e nero, eccezion fatta per le sequenze di voyeurismo.

## Trama
Tre giovani emarginati condividono a Tokyo un minuscolo appartamento e si dedicano occasionalmente allo stupro. Con la noia che li attanaglia sempre più e una società che li considera alla stregua di rifiuti, i tre ragazzi giungeranno a una decisione radicale e definitiva, intesa come atto di rivolta verso un mondo a cui si sentono di non appartenere.

## Distribuzione
In Italia è stato trasmesso direttamente in televisione nel programma Fuori orario. Cose (mai) viste.